# Coemansia thaxteri
Coemansia thaxteri är en svampart som beskrevs av Linder 1943. Coemansia thaxteri ingår i släktet Coemansia och familjen Kickxellaceae.   Inga underarter finns listade i Catalogue of Life.